# سيفار
سيفار (بالبلغارية: Севар)‏ كان حاكماً لبلغاريا في القرن الثامن.
تذكر مخطوطة الخانات البلغاريين أنه ينتمي إلى سلالة دولو الملكية وحكم بلغاريا لمدة 15 عامًا. وفقًا للتسلسل الزمني الذي طوره موسكوف حكم سيفار من عام 721- 737 م. ذكر تسلسل زمني آخر أن سيفار حكم من 738-754 م. وفقًا لمؤرخين مثل ستيفن رونسيمان وديفيد مارشال لانغ  فإن سيفار هو آخر حكام بلغاريا من سلالة دولو. 